# 小軽米城
小軽米城（こがるまいじょう）は、岩手県九戸郡軽米町小軽米第10地割（陸奥国糠部郡古軽米村）にあった日本の城。

## 概要
小軽米地区の中心を通り、同地区から久慈方面に通じる国道395号（九戸街道）を久慈方向に見て向かって左手に位置する、雪谷川沖積地との比高差20メートル、標高240メートルの河岸段丘面に立地する。城域は東西80メートル×南北160メートルを測り、西側は雪谷川に面した段丘崖を成し、丘陵に連なる東側と南・北側には堀が巡っている。三段の曲輪で構成され、最高部の短辺10メートル×長辺40メートルの平坦面には八幡宮の祠がある。
築城時期は不明だが、南部一族の小軽米氏の居城とされ、戦国時代末期には小軽米佐衛門佐が居住していたとされる。なお、西方1キロメートルの丘陵には、同じく小軽米氏の居城と考えられている「くず館」と呼ばれる居館遺構がある。
小軽米氏は、天正19年（1591年）の九戸政実の乱の際、雪谷川や瀬月川流域を本拠とする諸将の多くが九戸氏方に加わる中、野田氏、種市氏とともに南部信直方として参戦した。しかし小軽米城は、九戸の乱後の天正20年（1592年）の『諸城破却書上』には「古軽米 山城 破 小軽米左衛門佐 持分」とあり、秀吉の一領主一城の方針もあり破却された。